# Despre război
Despre război (titlu original Vom Kriege) este o carte despre război și strategie militară, scrisă de generalul prusac Carl von Clausewitz, (1780-1831), elaborată în mare parte după războaiele napoleoniene, între anii 1816-1830 și publicată post-mortem de către soția sa, Marie von Brühl în 1832.

## Ediții în limba română
- Carl Von Clausewitz, Despre război, Editura Militară, 1965
- Carl Von Clausewitz, Despre război, 765 p., Editura Militară, 1982
- Carl Von Clausewitz, Despre război, 408 p., Editura ANTET, 2000 ISBN: 9789738167063; reeditare 2006, ISBN 978-973-636-516-4